# Bogusze (powiat bielski)
Bogusze – wieś w Polsce położona w województwie podlaskim, w powiecie bielskim, w gminie Wyszki.
W latach 1975–1998 miejscowość należała administracyjnie do województwa białostockiego.
Wierni kościoła rzymskokatolickiego należą do parafii św. Stanisława w Topczewie.